# Faroa salutaris
Faroa salutaris là một loài thực vật có hoa trong họ Long đởm. Loài này được Welw. mô tả khoa học đầu tiên năm 1869.